# Malthinus wittmeri
Malthinus wittmeri là một loài bọ cánh cứng trong họ Cantharidae. Loài này được Svihla miêu tả khoa học năm 1998.